# Idioma tartésico

Extensión aproximada del área bajo influencia tartésica.

Idiomas en la península ibérica hacia el 300 a. C..

El término idioma tartésico tiene tres acepciones:
1. La lengua propia de la ciudad de Tartessos;
2. La lengua correspondiente a los habitantes de la cultura orientalizante del Bajo Guadalquivir entre los siglos VIII y VI a. C. (que arqueológicamente se llama tartesia);
3. La lengua correspondiente a una setentena de breves inscripciones que se han encontrado principalmente en el sur de Portugal (Algarve y Baixo Alentejo), mientras que algunas se han encontrado también en el Guadiana medio (en Extremadura) y unas pocas en el Bajo Guadalquivir. Dado que en la zona propiamente tartesia su documentación es exigua, se ha discutido si esta escritura se corresponde efectivamente con la lengua tartesia o si se trata de una lengua periférica a lo tartesio.

Es por ello que cuando al idioma de estas estelas se denomina "tartesio" o "tartésico" hay que tener en cuenta que dicho nombre no deja de ser una hipótesis: que sería la lengua del antiguo reino de Tartessos. Muchos historiadores se han decantado por una denominación diferente para la lengua de estas estelas: sudlusitana (Schmoll, Rodríguez Ramos, y hasta hace poco también Untermann), puesto que los textos no aparecen en zona considerada tartésica (que estaría entre Huelva y el valle del Guadalquivir). Por otra parte, la denominación sudlusitana tiene el inconveniente de prestarse a confusión dando a entender la idea de una relación con la lengua lusitana. Otros nombres serían bástulo-turdetana (Gómez-Moreno), del Suroeste (Maluquer de Motes), del Algarve (De Hoz) y más atinadamente cynética o lengua de los Cynetes o Conios (Koch).
Los turdetanos de época romana son considerados los herederos de la cultura tartésica, y posiblemente el término turd-etano sea una variante tardía de tart-essio. Estrabón los menciona como "los más cultos de los íberos y que tienen escritura y escritos de unos 6000 años".

"«son reputados como los más sabios (Σοφώτατοι) entre todos los de Iberia; poseen gramática, y libros con antiguas memorias (παλαιᾶς μνήμης), poemas y leyes métricas de seis mil años de antigüedad, según afirman. Los otros íberos tienen también gramática, aunque no de igual forma, ni hablan la misma lengua…» (Str. III, I, 6)

## Testimonios no epigráficos de la lengua de la región de Tartessos
Además del testimonio de las inscripciones llamadas tartesias, existe información adicional derivada de los nombres propios mencionados en textos principalmente greco-latinos. Así tenemos antropónimos relacionados explícitamente con el reino de Tartessos y antropónimos indígenas conocidos en la región en época romana.
De los antropónimos claramente vinculados al reino de Tartessos se conoce muy poco, aunque alguna interpretación es interesante. Se ha indicado que el nombre del rey Arganthonios, de cuyo reino se dice que era opulento en plata, coincide con el término celta para plata *argantom, de modo que sería, literalmente, el de la plata; también se ha sugerido que el rey mítico Gárgoris, podría entenderse en celta galo como un *gargo-rix "rey feroz" / "rey terrible". Estas interpretaciones coincidirían con la línea de quienes consideran que la lengua de las estelas tartesias sería céltica. Por otro lado, del propio nombre de Tartessos se ha señalado la presencia del sufijo típico en términos egeos pre-griegos -essos. Sin embargo, como ha señalado Jürgen Untermann, no puede descartarse que unos nombres indígenas diferentes hayan sido deformados por los griegos, según secuencias que les eran familiares.
Del testimonio de la zona andaluza de época romana, Untermann ha demostrado que la península ibérica se divide en tres regiones según los términos usados para los nombres de ciudades: unos son los íberos en iltiŕ- (básicamente en la zona mediterránea), otros son los celtas en -briga, mientras que en el sector del Bajo Guadalquivir predominan unos topónimos que se pueden encontrar desde Lisboa a Málaga y que presentan el formante -ipa/-ipo/-ippo, tal como vemos en Oliss-ippo (Lisboa) y en otros como Baes-ippo, Il-ipa, Ipo-lca y otros con el sufijo -oba/-uba, como en On-oba (Huelva), Cord-uba (Córdoba), Ipo-noba, Maen-oba, Ob-ulco u Osson-oba. Estos topónimos son índice de un estrato lingüístico sin determinar, y no hay indicios de que se trate de la misma lengua usada en las estelas del sudoeste o cynetas ni de que sea la misma lengua natural usada en las ciudades del territorio de Tartessos, aunque su dispersión geográfica permite considerar dicha posibilidad, ya sea como lengua tartesia o como lengua turdetana.

## Historia
No se sabe aún cuándo surgió o cuándo llegó al Sudoeste de la península la lengua tartésica. En el caso de que se demostrara que la lengua de las estelas epigráficas del Sudoeste (estelas cynéticas o conias) es la misma que fue usada por los tartesios, cabría apuntar que esta sólo aparece en una serie de estelas cuya datación es poco clara, pero que correspondería, al menos, a los siglos VII/VI al V a. C.; mientras que hay discrepancia sobre si la escritura/lengua de la ceca de Salacia (Alcácer do Sal, Portugal) de hacia el 200 a. C. corresponde realmente a la lengua de las estelas, aunque la transcripción de la ceca permite reconocer un significativo final en "-ipon".
Tampoco se conoce con exactitud cuándo se dejaría de hablar la lengua tartesia, pero se puede suponer que, al igual que en el resto del sur peninsular, la aculturación causada por los romanos sería relativamente rápida al producirse la reorganización administrativa en provincias y las colonizaciones latinas, tras las derrotas militares de las anteriores jerarquías de poder.

## Escritura

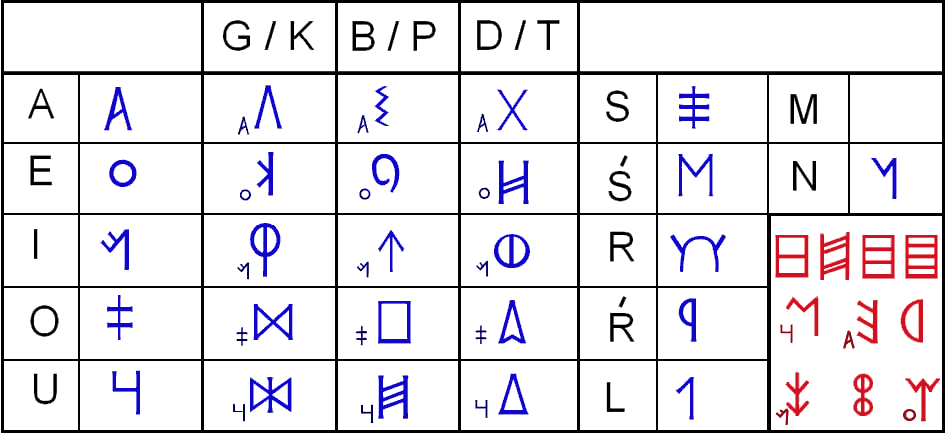
Una de las propuestas de signario tartésico. Adaptado de Rodríguez Ramos 2000.

La escritura de las estelas es una escritura paleohispánica muy similar, tanto por la forma de los signos como por el valor que los signos representan, a la escritura ibérica suroriental que expresa lengua ibérica. Sobre el origen de las escrituras paleohispánicas no hay consenso: para algunos investigadores su origen está directa y únicamente vinculado al alfabeto fenicio, mientras que para otros en su creación también habría influido el alfabeto griego y hasta algunos signos tomados de una tradición local indígena.
Con la excepción del alfabeto greco-ibérico, el resto de escrituras paleohispánicas comparten una característica tipológica distintiva: presentan signos con valor silábico para las oclusivas y signos con valor alfabético para el resto de consonantes y vocales. Desde el punto de vista de la clasificación de los sistemas de escritura no son alfabetos ni silabarios, sino escrituras mixtas que se identifican normalmente como semisilabarios. La particularidad de la escritura tartesia es la sistemática redundancia vocálica de los signos silábicos, fenómeno que en las otras escrituras paleohispánicas es residual. Algunos investigadores consideran esta escritura como un semisilabario redundante, mientras que otros la consideran un alfabeto redundante. El fenómeno de la redundancia vocálica de los signos silábicos fue descubierto por Ulrich Schmoll y permite clasificar la mayor parte de los signos de esta escritura en silábicos, vocálicos y consonánticos. Aun así, su desciframiento aún no se puede dar por cerrado, puesto que no hay consenso entre los diferentes investigadores que han hecho propuestas concretas.

## Textos de Ejemplo

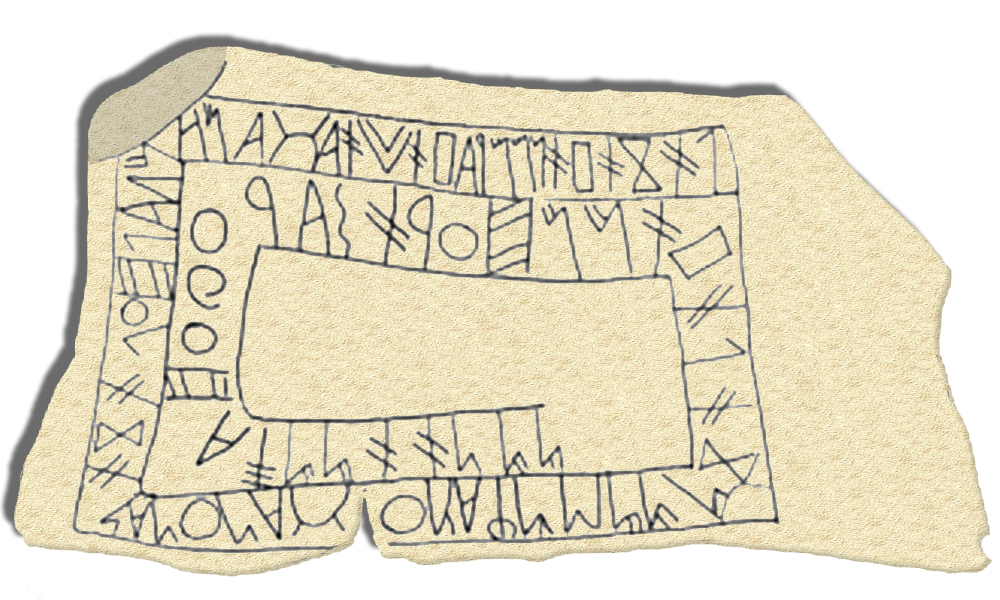
Reproducción de la Estela VI de Fonte Velha (Bensafrim, Lagos).

- Fonte Velha (Bensafrim):

lokoobooniirabootooaŕaiaikaalteelokonanenaŕ[-]ekaa?iiśiinkoolobooiiteerobaarebeeteasiioonii
(Untermann 1997).
- Herdade da Abobada (Almodôvar)

ir´ualkuusie : :naŕkeentiimubaateerobaare?aataaneatee
(Untermann 1997).

## La lengua de las estelas

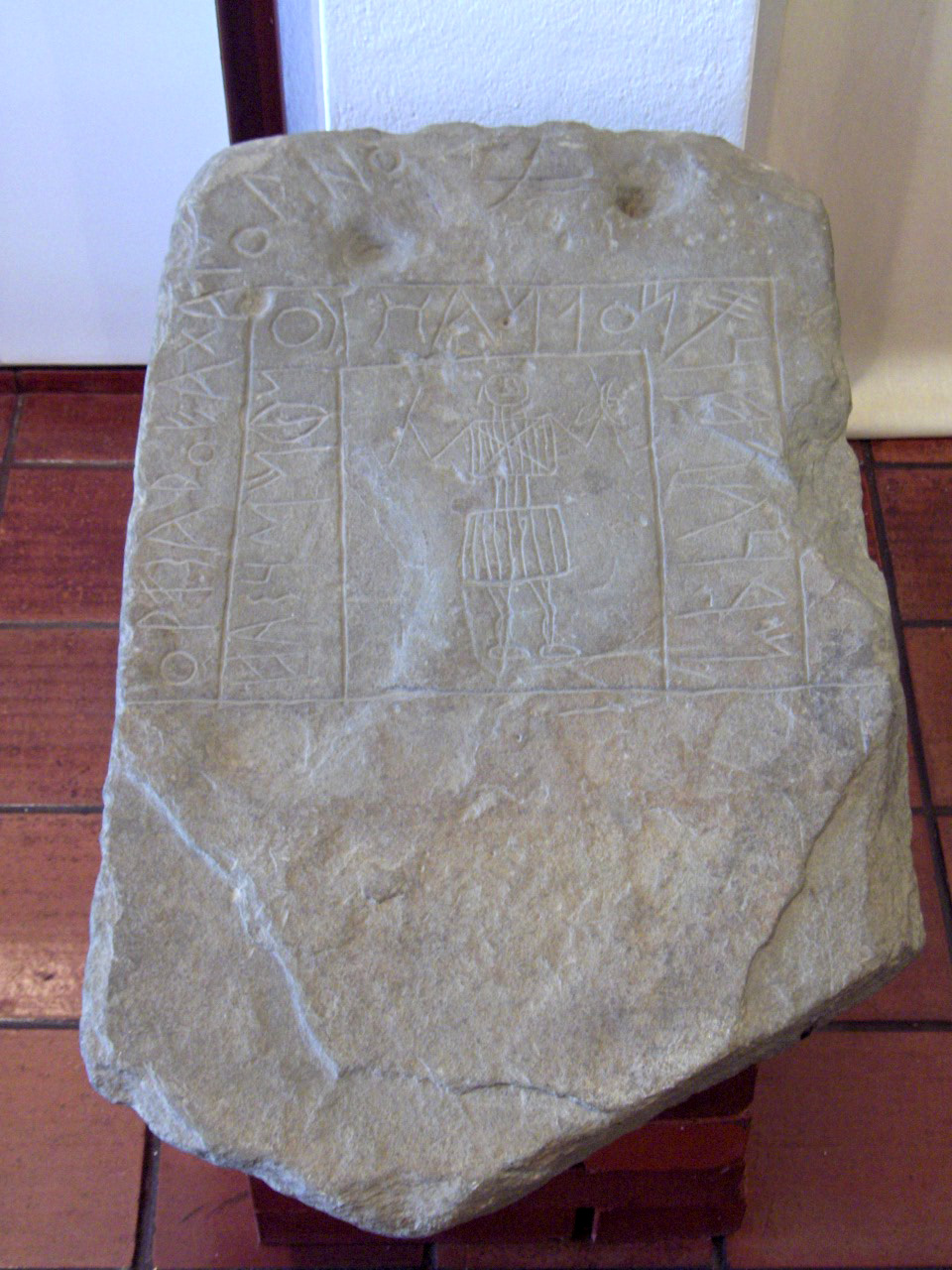
Estela de Herdade de Abobada (Almodôvar) en el museo de Beja.

El estado actual del desciframiento del semisilabario es parte provisional e inacabado. Existen signos cuya lectura no es segura y los textos casi nunca presentan separación entre palabras. Por ello, un intento de traducción o incluso de lectura es muy arriesgado, aunque sobre la mayoría de las inscripciones (dado su carácter breve, con una serie de palabras repetidas respecto a un aparente nombre propio siempre diferente) hay cierta unanimidad al respecto de que se tratarían de inscripciones funerarias.
En el estado actual de conocimientos poco puede decirse más que dar una visión genérica a partir de las transcripciones. Se distinguen 5 vocales: "a", "e", "i", "o" y "u"; habiéndose notado la presencia de los diptongos /ai/ y /oi/. También se ha apreciado el uso del signo "u" en función semiconsonática de /w/. Como en íbero se distinguen signos para los tres órdenes de oclusivas orales de tipo velar, dental y labial; pero debe notarse que aunque la transcripción se haga con las sordas "k", "t" y "p" no serían indicativas de si eran sordas o sonoras; de la misma manera, aunque en ocasiones se transcribe la labial como "b", ello no implica que sea sonora y no sorda (nótese pues que "paare" y "baare" son dos transcripciones distintas de las mismas letras tartesias. Están claramente documentadas las consonantes "l" y "n", así como dos "s" (tal vez una de ellas palatal) y dos "r" (de distinción desconocida); mientras que el uso de "m" sólo se produciría ante "u", así como una posible aspirada de tipo "h" (con un sonido del tipo jota) que solo se encontraría ante "a".
Los términos más repetidos son las 'palabras': "paare" y "naŕkeentii", del que existen diversas variantes en su final como "naŕkeenii", "naŕkeeii" o "naŕkeenai" (entre otras) y formas tal vez abreviadas (?) como "naŕkee" o "naŕkeen". Es interesante indicar que, de forma excepcional, el primer término presenta variantes con terminaciones similares a los del segundo ("paaren", "paarentii"; razón por la cual se ha propuesto que ambos fuesen verbos. En menor medida son recurrentes también otros elementos como "(paa) tee ero", "iru" (para Untermann un pronombre o un adverbio), "paane" o "uarpaan", término éste sobre el que Correa ha señalado que podría ser un título honorífico o magistratura que indicaría el rango del difunto.
De los presuntos nombres propios se ha indicado que suelen presentar unos finales característicos (que podrían ser sufijos típicos de la formación de antropónimos)como "-on", "-ir" o "ea"; que pueden ir también juntos en casos como "on-ir" o "ir-ea". Algunos posibles antropónimos serían: aarkuuior, aipuuris, akoolion, arpuuiel, koopeelipoon, lokoopooniir, ooŕoir, pootiiea, śutuuiirea, taalainon, tiirtoos, uarpooiir o uursaar. 
No está claro si la lengua era flexiva o aglutinante, aunque se ha señalado la aparente existencia de sufijos, como los ya vistos al tratar de las variantes de la fórmula y los de los antropónimos, así como otros relativamente frecuentes, como "-śe" o "-ne".

## Relación con otras lenguas
Estrabón comenta que : 

(los Turdetanos) tienen escritura... También los demás íberos tienen escritura, pero no la misma, siendo también sus idiomas distintos

Desde 1966 se han producido diversos intentos de filiar la lengua de las inscripciones tartesias, yendo la totalidad de los intentos orientada a identificarla como una lengua indoeuropea, pero, por interesantes que estos intentos puedan ser, no han llegado a ninguna conclusión definitiva y, de hecho, recientemente se ha propuesto la hipótesis contraria: que los datos disponibles abogan porque sea una lengua no indoeuropea. Restando esta discusión pendiente, sí parece clara su falta de relación con las demás lenguas vecinas: ni con el íbero, ni con el vasco, ni con el bereber, ni con el fenicio.

### Hipótesis Indoeuropeas

#### Hipótesis anatolia y griega
El pionero de estos estudios fue Stig Wikander y, aunque sus propuestas están lastradas por el uso de una transcripción obsoleta, su propuesta principal sigue siendo objeto de estudio: el ver en keenii y keentii dos formas verbales según la conjugación indoeuropea. En la primera forma se seguiría el modelo de la conjugación -hi de las lenguas anatolias en la que, como en griego antiguo, una desinencia -i es la marca de la tercera persona del singular. Mientras que en la segunda, tanto podríamos tener una tercera del plural de la conjugación -hi (desinencia -nti) como una tercera del singular de la conjugación -mi (desinencia -ti). Nacía así la hipótesis anatolia, que sugería una relación entre los pueblos anatolios y Andalucía muy en la línea de las reconstrucciones difusionistas de Adolf Schulten (para quien Tartessos era una colonia etrusca, quienes a su vez eran de origen egeo), de Gordon Childe y de Manuel Gómez-Moreno (para quien la cultura tartesia y más concretamente su escritura tenían parentesco con la cultura minoica). Ideas todas ellas hoy en día superadas.

#### Hipótesis Celta
Posteriormente Correa creyó encontrar algunos indicios de que la lengua de las inscripciones pudiera ser celta. La teoría celta es históricamente congruente, dado que las fuentes greco-latinas mencionan expresamente la presencia de celtici en la Bética, por más que su presencia es interpretable con una llegada tardía a partir del s. V aC (o incluso en el s. IIaC) y no parecen relacionables con la toponimia tartesia, sino con los topónimos en briga.
Correa identificó algunas interesantes interpretaciones sobre los términos tartesios. Así en uarpaan tendríamos el prefijo indoeuropeo uper con la caída de la /p/ típica de las lenguas celtas y el término vendría a significar supremo, en el nombre aipuuris tendríamos un indoeuropeo aikwo-rex ('el rey justo') con una evolución fonética idéntica a la del galo; en el inicio lokoopooniirapoo habría que leer Logo-bo Niira-bo en donde tendríamos una mención al dios celta Lug y a ner ('hombre', 'guerrero'), declinados según un dativo plural -bo (celtibérico -bos, latín -bus) que indicaría las divinidades a las que estaría dedicada la inscripción.
Sin embargo, donde más hincapié ha efectuado Correa ha sido en la equiparación de algunos de los antropónimos que encabezan las inscripciones tartesias con nombres celtas conocidos, como Acco, Alburus, Ambatus y otros.
Con todos estos precedentes, finalmente Untermann ha intentado efectuar una síntesis en la que su principal contribución más allá de las propuestas de Correa ha sido el intento de paralelizar la morfología indoeuropea con las secuencias que se encuentran en las estelas. Así sigue la consideración de unos verbos con singular en -i y plural en -nti (con verbos naŕkee- y baare)y sugiere que los finales en -a y -ea fuesen nominativos femeninos, en -on un Acusativo singular o un Nominativo neutro, los finales en -r serían formas en -r-os contraídas como sucede en latín (faber < *fabrs < *fabros), y -kun un genitivo plural de un nombre de familia en -k- como los celtibéricos.
Con todo, la hipótesis celta va experimentando un cierto receso o desencanto. El propio Correa ha considerado sus resultados poco concluyentes y ha apreciado la falta de la típica flexión indoeuropea en las inscripciones, sugiriendo que aunque los antropónimos parezcan celtas la lengua no lo sería (se habría producido una entrada de gente celta en un entorno no celta). Por su parte, Rodríguez Ramos, tras haberse mostrado partidario de la interpretación indoeuropea es crítico respecto a todos los puntos de la misma. En el plano morfológico considera que los parecidos morfológicos son ocasionales, que no pueden explicar la totalidad de las variantes, dando como norma variantes minoritarias o excepcionales. Pero también considera que el vocalismo de los antropónimos es incompatible con la fonética celta y que, en conjunto, la lengua de las estelas no se podría relacionar con ninguna familia lingüística indoeuropea conocida, considerando que su indoeuropeidad como no imposible, pero improbable.
En los últimos años la tesis del profesor de la Universidad de Gales, John T. Koch, que ve en la lengua del suroeste o tartésica la más antigua lengua celta documentada, que remontaría al siglo VIII a. C. ha cobrado mucha fuerza. A pesar de ello todavía no hay un completo consenso científico sobre el tema.

## Extensión geográfica
Los textos se han encontrado en el Algarve y el Bajo Alentejo, al sur de Portugal y en los cursos medios del Guadalquivir y el Guadiana.